# Machaerota pandata
Machaerota pandata is een halfvleugelig insect uit de familie Machaerotidae. De wetenschappelijke naam van deze soort is voor het eerst geldig gepubliceerd in 1916 door Distant.